# エガリテ大手前
エガリテ大手前（えがりておおてまえ）は、東京都を拠点に、全国で活動する特定非営利活動法人（NPO）である。男女共同参画社会の形成促進に寄与する活動を行っている。

## 概要
「子育て環境ランキング（全国主要都市）」（毎年春に発表）は、2006年から20年にも及ぶ、市民によるユニークな調査として、幅広い層から注目されている。「祖父のための孫育て講座（ソフリエ認定）」「父のための子育て講座（パパシエ認定）」「祖父母のための子育て今昔物語」「遊びの鉄人－あそぶぎょう」「幼児のための感性教育IQNOH」「主権者教育デモクラ」などの多様な研修を全国で展開している。祖父の孫育て技能資格「ソフリエ」は、新キーワードとして定着している。卒業30周年で集まった大阪府立大手前高校の同級生数名が、社会貢献活動として始めた。その後、多様な会員が参加し、全国で協力団体もできている。会員は、主婦や会社員を中心に、弁護士、大学教授、公認会計士、医師、薬剤師、税理士、産褥ヘルパー、消費生活アドバイザー、シンクタンク研究者、社会福祉士、介護福祉士、統計専門家、アナリスト、中小企業診断士、衛生管理士、福祉サービス第三者評価調査者、フードアナリスト、宅地建物取扱主任など幅広い層にわたっている。

## 沿革
- 2004年4月28日　設立
- 2005年10月14日　特定非営利活動法人（NPO）認定
- 2006年2月　第1回「次世代育成環境ランキング調査」発表　以降毎年春に発表を継続中
- 2008年5月　第1回「次世代育成支援「行動計画」進捗ランキング調査」発表　第9回（2016年6月）が計画終了に伴う最終回
- 2010年2月　「ソフリエ・パパシエ認定講座」発表（第1回は北九州市）
- 2010年9月　「遊びの鉄人－あそぶぎょう」発表
- 2013年6月　「IQNOH教室」発表（第1回は浦安市）
- 2015年10月 「主権者教育デモクラ」発表
- 2019年　第1回「企業別女性活躍度ランキング調査」発表

## 事業内容
- ソフリエ資格認定講座：　祖父のための孫育て実務講座
- パパシエ資格認定講座：　父のための子育て実務講座
- 子育て今昔物語：　祖父母のための子育て講座
- 遊びの鉄人－あそぶぎょう：　幼児との遊び講座
- エガリテ市民大学：　多様な科目をカバーする宅配型市民講座
- 子育て環境ランキング調査（次世代育成環境）：　全国主要都市の子育て環境調査
- IQNOH教室：　幼児のための感性教育
- 主権者教育デモクラ：　小学生から高校生までの主権者講座

## 主な研修・講演活動
- 2013年6月15日　読売新聞「子育て応援団トーク」
- 2013年11月25日　セミナー「男性視点の家庭・地域作り」
- 2013年12月5日　セミナー「祖父母の役割マスター塾（IQNOH）」
- 2014年11月24日　毎日新聞「孫育てのツボ」フェスタ
- 2015年6月2～16日　名古屋文理大セミナー「子育て今昔物語」
- 2016年9月30日　トークショー「女性起業の現場から」
- 2017年8月30日　シニア大学「シニアの社会参画」
- 2018年1月7日　ジョイントセミナー「介護と育児」
- 2018年1月27日　トークショー「Youは日本でどう働いている？」
- 2018年12月～2019年1月　敬愛大学セミナー「中高年のためのスマホ講座」
- 2019年11月29日　東京経済大学セミナー「スタートアップエコシステムを考えよう」
- 2022年1月29日　トークショー｢DXを支える女性ソフトエンジニアたち｣
- 2023年1月28日　ワークショップ｢セクハラを経験・目撃したらどう行動できる？｣
- 2024年9月27日　高崎市セミナー「子育て今昔物語」

## 主な著書
- 祖父ソフリエになる（メディカ出版 2011年）
- ジェンダー白書 アクティブシニアが日本を変える（明石書店 2013年）
- じぃじとばぁばのための遊び図鑑（ベースボールマガジン社 2013年）
- ソフリエハンドブック（2010年）

## 主なメディア掲載
- 2012年12月1日　地域保健　ソフリエになって育児を楽しもう
- 2014年1月15日　西日本新聞　イクジイ生きがいに
- 2014年2月24日　朝日新聞　子育て祖父「ソフリエ」父「パパシエ」
- 2014年5月26日　毎日新聞　孫育てのツボ　孫を連れ出そう
- 2014年6月15日　沖縄タイムス　娘支えるソフリエ
- 2014年6月19日　室蘭民報　頼れるソフリエ
- 2014年7月1日　日経ビジネス　育G発見
- 2014年8月15日　読売新聞　孫の話の聞き役に　興味共感示して
- 2014年11月24日　毎日新聞　孫育てのツボ」フェスタ
- 2014年12月21日　毎日新聞　共稼ぎサポート「ソフリエ」
- 2015年1月2日　サンデー毎日　なんでもランキング 子育て
- 2015年1月2日　週刊朝日　正月こそ孫と昔遊び
- 2015年2月16日　西日本新聞　イクメン道険し
- 2015年5月28日　日本経済新聞　祖父母の協力官民後押し
- 2019年10月4～11日　毎日新聞　セカンドステージ　ガラスの天井 俺たちが壊す
- 2020年1月8日　読売新聞　「公共」じぃじばぁば大活躍
- 2021年5月16～18日　西日本新聞　北九州市は子育てしやすい？
- 2025年4月22日　TBSラジオ　森本毅郎・スタンバイ！　孫休暇に孫育て講座が話題！
- 2025年5月16日　TBSテレビ　THE TIME　おじいちゃん向けの“孫育講習”で不安も払拭